# 小策凌敦多布
小策凌敦多布（？—1746年？），又作小策凌敦多克、小策凌端多布，绰罗斯氏，号墨尔根岱青（Мэргэн Дайчин）。卫拉特蒙古准噶尔汗国将领。
他是巴图尔珲台吉弟弟墨尔根岱青的曾孙，祖父阿海，父亲衮藏巴噶。他勇武善战。史称“大者善谋小者勇”，就是对他和大策凌敦多布的赞誉。他的牧地在喀喇沙尔（今焉耆）一带。清雍正九年（1731年）六月，与大策凌敦多布领兵三万，攻清军北路，和通泊之战，大败靖边大将军傅爾丹。八月，率屯苏克阿勒达呼，分掠克鲁伦等地，在鄂登楚勒河附近被喀尔喀副将军丹津多尔济、喀尔喀亲王·额驸策棱所败。次年六月，准噶尔珲台吉（君主）噶尔丹策零派他统兵三万再入喀尔喀，侵扰察罕瘦尔、克鲁伦等地，再掠塔密尔，掳走喀尔喀亲王策棱的妻孥、牲畜。策棱在额尔德尼昭（光显寺，今蒙古国前杭爱省巴彦温都尔西北）将其击败，他逃至推河。乾隆初年，定议准、喀二部牧界，力主按清廷提出方案执行，敦修和睦。不久，因与第三子达什达瓦不睦，迁徙到沙喇伯勒界游牧。其子有满济、策凌那木扎勒、达什达瓦、德勒格尔、伯格里。